# Essonne
Essonne là một tỉnh của Pháp, thuộc vùng hành chính Île-de-France, tỉnh lỵ Évry, bao gồm 2 quận với các quận lỵ còn lại là: Étampes và Palaiseau.